# Luftskibsbasen i Tønder
Luftskibsbasen i Tønder eller det officielle tyske navn V. (fünfte) Marine-Luftschiff-Detachement Tondern blev efter forslag den 16. september 1914 fra det tyske krigsministerium opført til den Kaiserliche Marines luftskibe et par km nord for Tønder som Tysklands nordligste lufthavn.
Under 1. verdenskrig skete der 3 store brint-eksplosionsbrande på basen med tab af 5 zeppelinere, herunder de 2 sidste ved bombardementet 19. juli 1918. Basens 3 luftskibshaller (de) nedrevedes og området benyttedes indtil 2002 af Tønder Kaserne.

## Bygningerne
Det tyske firma Arthur Müller & Co. forestod byggeriet af de 2 første haller, ligesom bl.a. 4 haller på Hage Luftskibshavn (de). Den tredje hal i Tønder blev bygget af M.A.N. (Maschinenfabrik Augsburg-Nürnberg, vistnok med systemelementer fra deres fabrik i Gustavsburg (de) ved Mainz vest for Frankfurt), ligesom bl.a. også den i 1912 byggede monteringsshal på Potsdam Luftskibshavn (de) i Potsdam og hal 4 i Nordholz.

- I første byggefase vinteren 1914-1915 byggedes mandskabsbarakker til 500-600 mand
- Den første og sydligst beliggende luftskibshal Marine med en længde på 180 meter, bredde 40 m og højde 31 m, stod 16. december 1914 til rådighed for nødberedskab, meldtes 19. februar 1915 klar til indsats og afleveredes endeligt i marts, men omdøbtes 9. november samme år til Tobias. [5]
- Den næste luftskibshal Joachim på samme størrelse var færdig 21. marts 1915 og blev afleveret i april, men omdøbtes 9. november til Toni
- Den tredje og nordligste hal på 242 meter var en dobbelthal bygget til 2 zeppelinere, som med færdig østport 10. september 1915 var nødberedskabsklar og stod helt færdig 17. januar 1916 og kaldtes Toska. [6]
- Samtidig med Toska opførtes sommeren 1915 et kulbaseret gasværk med kapacitet på 8.000 m³ brint i døgnet. [7]
- Der blev bygget en flyhangar med længde 78 m, bredde 25 m og højde 12 m og derved liggende landingsbane. [8]
- Den i 1912 byggede landbrugsskole i Tønder indrettedes med kontorer til officerskorpset. Her blev togterne over Nordsøen planlagt.
- Desuden byggedes en ammunitionsbunker kaldet Himmelbjerget, et vandværk, et varmeværk, togskinner med tilslutning til Tønder Station, pejlesender og radiotelegrafistation med mere. [9]
- Basen blev fra 1916 en del af Sikringsstilling Nord

## Hændelser i Tønder
Fuldt udbygget i 1916 havde luftskibsbasen tilknyttet 14 officerer og 574 menige, med mulighed for at tilkalde yderligere 100 mand fra den nærliggende Landsturmbataillon Tondern.
- 17. februar 1915 forsøgte L 3 og L 4 at nå den ufærdige luftskibsbase i snevejr fra syd, men havarerede i Danmark
- 28. marts 1915 ankom Parseval Luftskib 25 og 25. april 1915 ankom den første zeppeliner L 7
- 17. november 1915 udbrændte L 18 i den endnu ikke færdigbyggede Toska-hal under påfyldning af brint pga. et utæt gasrør
- I marts 1916 ramlede L 22 mod porten i Toska-hallen og fik hele forpartiet ødelagt
- 28. december 1916 udbrændte L 17 og L 24, da L 24 ved bugsering ind i Toska-hallen antændtes af en lampe
- 6. marts 1918 fløj det sidste af basens 5 stk. Albatros D.III jagerfly bort, efter der var sket adskillige havarier på landingsbanen
- 19. juli 1918 udførtes et bombardementet af 6 britiske Sopwith Camel-fly, som ramte Toska-hallen, hvor L 54 og L 60 udbrændte, samt ramte Tobias-hallen, hvor en lænkeballon brændte.

## Togter udgået fra Tønder
Zeppelinerne fra Tønder, somme tider i samarbejde med luftskibe fra andre baser, især i Fuhlsbüttel ved Hamborg og på Nordholz Flyveplads (de) ved Cuxhaven, udførte mange rekognosceringer (også kaldet opklaringstogter) over Nordsøen og Skagerrak og enkelte angrebstogter over Storbritannien.

5 zeppelinere udgået på togt fra basen i Tønder vendte aldrig tilbage:
- 2. februar 1916: L 19 rammes af geværskud fra den vestfrisiske ø Ameland og nødlander i havet, men trods et engelsk fiskerskibs tilstedeværelse drukner alle
- 3. maj 1916: L 20 nødlander syd for Stavanger, alle overlever og interneres
- 4. maj 1916: L 7 rammes i 1.200 meters højde og nødlander på Horns Rev, men skydes i brand af en ubåd, som tager 7 til fange, mens 9 omkommer
- 21. august 1917: L 23 skydes i brand fra 2 km højde 40 km vest for Stadil Fjord af et enkeltsædet jagerfly fra et hangarskib, alle omkommer
- 20. oktober 1917: L 45 nødlander i Sydøstfrankrig efter deltagelse i det såkaldte Silent Raid, alle overlever og sendes i krigsfangelejr

## Nedrivning af luftskibshallerne
Ved bombardementet 19. juli 1918 var den midterste Toni-hal allerede delvist nedrevet, for senere at blive genopført på øen Sild ved Flughafen Sylt, som åbnede 1919.
Basen fik efter angrebet status som nødflugthavn og Toska-hallen repareredes hastigt, men nåede ikke at komme i brug inden krigens afslutning 11. november 1918.
Hallen Tobias blev nedrevet 1919.
Dobbelthallen Toska nedrevedes 1921-1922.
Materialerne solgtes på auktion.

I starten af november 1918 oprettedes et arbejder- og soldaterråd i Tønder, som 7. november overtog kontrollen over luftskibsbasen og afvæbnede officererne, i takt med matrosoprøret i Kiel og Novemberrevolutionen.

Området blev ved genforeningen 1920 overtaget af det danske militær og store dele tilplantedes med skov. Tønder Kaserne ombyggede gasværket til eksersergård og indrettede militært øvelsesområde. Ved kasernens lukning 2002 overtoges Soldaterskoven af Lindet Statsskovdistrikt.

Zeppelin- & Garnisonsmuseum Tønder åbnede 1999 med en udstilling om stedets historie.